# Alpina werneri
Alpina werneri là một loài bướm đêm trong họ Geometridae.